# Dieter Strenitz
Dieter Strenitz (geboren 7. September 1940; gestorben 7. März 2022) war ein österreichischer Politiker (SPÖ) und Jurist. Er war von 1970 bis 1987 und dann erneut von 1996 bis 2000 Mitglied des steirischen Landtages sowie von 1987 bis 1996 als Gesundheitslandesrat Mitglied der steirischen Landesregierung unter Josef Krainer junior.

## Leben
Dieter Strenitz studierte Rechtswissenschaft an der Universität Graz. Nach Abschluss seines Studiums begann er beim Grazer Magistrat zu arbeiten. Er stieg dort bis zur Magistratsdirektion auf. Nach der Landtagswahl in der Steiermark 1970 zog Strenitz in den steirischen Landtag ein und wurde Mitglied des Finanzausschusses. Als Gerhard Heidinger am 24. November 1987 sein Amt als Gesundheitslandesrat der steirischen Landesregierung unter Josef Krainer junior zurückgab, wurde Strenitz als Nachfolger bestimmt. Er war daraufhin bis zum 12. Jänner 1996 als Gesundheitslandesrat tätig.
Nach dem Verlassen der Landesregierung war Strenitz noch weiterhin Landtagsabgeordneter. In dieser Funktion wurde er 1996 zum stellvertretenden Landtagspräsidenten gewählt. Am 7. November 2000 verließ er den Landtag und zog sich aus der aktiven Politik zurück. Er beteiligte sich aber weiterhin an der Gesellschaftspolitik, unter anderem unterschrieb er 2017 einen offenen Brief an Sebastian Kurz, der sich gegen die geplante Kürzung der Entwicklungshilfe richtete.